# AK-103
El AK-103 es un fusil de asalto, la nueva versión del AK-74 soviético, de la familia familia AK-100. Actualmente es fabricado en Rusia y bajo licencia en Venezuela. Tiene el mismo calibre que su predecesor (7,62 mm) y surgió como respuesta al cartucho 5,45 x 39 (de bajo impacto) del AK-74 del cual tomó el compensador alargado que tiene en la boca del cañón; los cargadores de plástico del AK-47 y el AKM rusos encajan en este fusil, al igual que los del Tipo 56 chino y el Rk 62 finlandés.

## Descripción
El AK-103 es un fusil de asalto que tiene dos modos de disparo: semiautomático y automático. Al momento de disparar, el arma tiene muy poco retroceso, lo que hace el tiro mucho más efectivo. Su peso con cargador lleno es de 3,4 kg, y eso lo hace un verdadero fusil ligero. Tiene una mira graduable a 1000 m y también posee un riel adaptador en su parte izquierda que sirve para colocarle un riel de extensión y así poder equipar al fusil con cualquier tipo de mira telescópica, punto rojo, ACOG, etc. (de hecho, la extensión ya mencionada permite la instalación de la mira óptica y así se evita que ni esta ni las miras mecánicas interfieran entre sí); su facilidad de reaprovisionamiento, recarga y se caracteriza por tener la posibilidad de disponer de una culata plegable. Por lo tanto es una variante del AK-74M, pero que dispara el cartucho 7,62 x 39 del AKM.

### Culata
Va desde la cantonera hasta el eje que la sostiene, y la mantiene adherida al resto del arma.

### Cilindro de gases
El cuerpo del cilindro de gases va desde la mitad del cañón hasta el cajón de mecanismos. En la boca del cañón lleva una bocacha apagallamas, siendo la encargada de que el escape de gases generados por el cartucho sea más efectivo y el retroceso más ligero; sin embargo, hay que tener presente que no todo el gas es expulsado, parte de esta energía es usada para accionar los mecanismos y colocar un nuevo cartucho en la recámara.

### Cajón de mecanismos
Contiene los siguientes elementos:
- El selector
- El cerrojo de mecanismo
- El pistón
- El disparador
- La varilla de presión
- La tapa del conjunto móvil

El tercer conjunto, está en el cajón metálico central, hecho de chapa de acero estampada, y que está compuesto por el selector de fuego, el cerrojo, el pistón de gases, el gatillo, la varilla de presión, el brocal del cargador y el cierre del conjunto, la tapa del conjunto móvil.

### Cañón
Uno de los componentes esenciales del arma, tiene ánima estriada, dándole al proyectil disparado una capacidad de penetración mayor e incluso contra blindajes de más de 4 niveles, va desde el interior del cajón de mecanismos hasta el roscado de la boca, en donde se acopla la bocacha apagallamas.

### Apagallamas
El último componente del fusil, compensa el exceso de los gases generados en el disparo del cartucho, dándole al tirador una respuesta más mesurada al impacto generado por la explosión generada en el cartucho, aligerando el retroceso creado en la reacción, permitiéndole al tirador disparar el arma estando de pie, dándole una velocidad de reacción mayor al soldado que la opere. Se reconoce por su forma a veces semicónica, y en otras ocasiones, por ser ranurado. Como es un modelo de la Serie-100, comparte este mismo apagallamas con el resto de la serie y el diseño base, el AK-74.

## Características de operación
Tomando en cuenta que al disparar el proyectil alcanza una velocidad de 910 m/s, y teniendo sus cartuchos tanto de fogueo, trazadores, antiblindaje y los ordinarios, el fusil es de fácil mantenimiento, en un promedio de 5 minutos es posible limpiarlo y armarlo. Su antecesor, el AK-47, es el arma más utilizada en el mundo por su adaptación al ambiente; de este deriva el diseño del AK-103, que copia gran parte de los sistemas y mecanismos de funcionamiento.

## Usuarios

### Usuarios
- India

La empresa de armamento rusa Izhmash próximamente concederá una licencia de fabricación a una empresa de armas india, que ya tiene bastante avanzadas las negociaciones. Alexander Xavarzin, portavoz de Izhmash, dijo: "El ensamblaje del AK-103 empezará dentro de un año y la producción a gran escala empezará una vez que la transferencia de tecnología se haya completado".
- Nicaragua

Utilizado por las fuerzas especiales del ejército
- Libia

- Panamá

Utilizado por el Servicio Nacional de Fronteras (SENAFRONT)
- Rusia

El fusil AK-103 fue adoptado como arma de servicio por el Ministerio de Justicia de la Federación Rusa. Es empleado por los guardias de las colonias penales.
- Uruguay

Guardia Nacional Republicana
- Venezuela

En mayo del 2005, el Ministerio de Defensa de Venezuela firmó un contrato con la compañía rusa Rosoboronexport para comprar 100.000 fusiles AK-103, así como la maquinaria y la tecnología necesarias para producir localmente la munición. Venezuela recibió su primer embarque de 30.000 fusiles el 3 de junio del 2006. Un segundo embarque de 32.000 fusiles AK-103 llegó el 30 de agosto. El tercer y último embarque arribó el 29 de noviembre del 2006. Estos fusiles reemplazaron aproximadamente 60.000 fusiles belgas FN FAL comprados en 1953, al igual que a los FAL de producción local. Actualmente se está construyendo una fábrica dedicada a la producción de los fusiles AK-103 y AK-104 que estará situada en Maracay que los estaría produciendo para mediados del 2017, y otra fábrica en la misma ubicación, será la encargada de la fabricación de la munición, tanto para los AK-103 como para los AK-104.